# Geophis nephodrymus
Geophis nephodrymus este o specie de șerpi din genul Geophis, familia Colubridae, descrisă de John Kirk Townsend și William M. Wilson în anul 2006. Conform Catalogue of Life specia Geophis nephodrymus nu are subspecii cunoscute.